# Borente
El Borente és una muntanya de 1.100 metres del terme municipal de Vall de Cardós, a la comarca del Pallars Sobirà, en territori de l'antic terme de Ribera de Cardós.
És al centre de la meitat meridional del terme de Ribera de Cardós, a prop i a migdia de la població d'aquest mateix nom, a la dreta de la Noguera Pallaresa.